# Bernhard Spetsmann
Bernhard Spetsmann (* 25. August 1892 in Beckum; † 6. September 1974) war ein deutscher christlicher Politiker und Gewerkschafter aus Nordrhein-Westfalen.
1919 legte er die Meisterprüfung ab und war Schmiedemeister in Herbern. Bis August 1957 war er Schmiedemeister der Zeche Radbod in Bockum-Hövel. 
Von 1919 bis 1933 betätigte er sich als Mitglied der Deutschen Zentrumspartei. Von 1920 bis zu seinem Verbot 1933 war er Mitglied des Gewerkvereins christlicher Bergarbeiter. Von 1926 bis 1933 wirkte er als Gemeinde- und Amtsvertreter in Herbern; Ortsgruppenvorsitzender und Knappschaftsältester von 1928 bis 1933. 
Nach dem Krieg gehörte er 1946 zu den Gründern der CDU Ortspartei Herbern und war ihr erster Ortsvorsitzender, danach Ehrenvorsitzender der Ortsunion, Mitglied des Kreisparteivorstandes, Kreisparteivorsitzender der CDU des Kreises Lüdinghausen. 
Er war Mitglied der IG Bergbau. Ab 1946 Gemeindevertreter und Bürgermeister, Amtsvertreter und Amtsbürgermeister in Herbern. 
Er gehörte dem Kreistag Lüdinghausen 1956 bis 1964 an und war Vorsitzender des Polizeirates.
Mitglied des Landtags von Nordrhein-Westfalen vom 12. April 1953 bis 23. Juli 1966, nachgewählt in der 2. Wahlperiode für den verstorbenen Abgeordneten Wilhelm Deist im Wahlkreis 86 (Lüdinghausen), gewählt in der 3., 4. und 5. Wahlperiode im Wahlkreis 86 (Lüdinghausen).